# 北新墓群
北新墓群，位于中国甘肃省民勤县，为一个省级文物保护单位，类型为古墓葬。
北新墓群的历史年代为汉代。